# Zoot Suit/I'm the Face
Zoot Suit/I'm the Face è il primo e unico singolo dei The High Numbers, che dopo questo disco cambiarono definitivamente nome in The Who; venne pubblicato nel Regno Unito nel 1964.

## Storia
Entrambi i brani vennero scritti dal primo manager della band, Peter Meaden. La canzone Zoot Suit è praticamente la riscrittura di Misery del gruppo rhythm and blues statunitense The Dynamics, mentre il lato B, I'm the Face, è una copia di I Got Love If You Want It di Slim Harpo. La band cambiò poco dopo nome in "The Who", affidandosi a un nuovo manager e, nel 1965, pubblicò il primo singolo col nuovo nome, I Can't Explain, brano originale di loro composizione, che entrò nella top ten britannica.
Il singolo era stato inteso come rivolto alla giovane subcultura mod dell'epoca, ma non entrò in classifica. Entrambe le canzoni sul disco sono un diretto riferimento alla cultura mod: ad esempio uno "Zoot Suit" era un ricercato vestito alla moda dei giovani mod, mentre un "Face", sempre nel gergo dei mod, era uno dei membri più in vista e di tendenza del loro gruppo sociale.
Entrambi i brani sono stati ripubblicati nel 1979 nell'album Quadrophenia (colonna sonora) e nella raccolta Odds & Sods.

## Tracce
Lato A
1. Zoot Suit – 1:59 (Peter Meaden)

Lato B
1. I'm the Face – 2:27 (Peter Meaden)